# Smiling Men with Bad Reputations
Smiling Men with Bad Reputations je první sólové studiové album skotského hudebníka Mikea Herona, vydané v roce 1971 u vydavatelství Island Records (Spojené království) a Elektra Records (Spojené státy americké). Album produkoval Joe Boyd a vyšlo ještě v době, kdy byl Heron členem skupiny The Incredible String Band. Na albu se podílela řada dalších hudebníků, jako například Keith Moon a Pete Townshend (ze skupiny The Who), Simon Nicol, Dave Pegg a Richard Thompson (Fairport Convention) nebo John Cale (The Velvet Underground).

## Seznam skladeb
Autorem všech skladeb je Mike Heron.
| Pořadí | Název                 | Délka |
| ------ | --------------------- | ----- |
| 1.     | Call Me Diamond       | 3:42  |
| 2.     | Flowers of the Forest | 5:44  |
| 3.     | Audrey                | 4:40  |
| 4.     | Brindaban             | 3:52  |
| 5.     | Feast of Stephen      | 3:37  |
| 6.     | Spirit Beautiful      | 5:17  |
| 7.     | Warm Heart Pastry     | 6:00  |
| 8.     | Beautiful Stranger    | 7:22  |
| 9.     | No Turning Back       | 3:14  |

## Obsazení
- Mike Heron – kytara, klávesy, zpěv
- John Cale – baskytara, kytara, klavír, harmonium, doprovodné vokály
- Gerry Conway – bicí
- Tony Cox – syntezátor
- Pat Donaldson – baskytara
- Dr. Strangely Strange – doprovodné vokály
- Ronnie Lane – baskytara
- Sue Glover – doprovodné vokály
- Mike Kowalski – bicí
- Malcolm Le Maistre – klarinet
- Sunny Leslie – doprovodné vokály
- Dave Mattacks – bicí
- Keith Moon – bicí
- Simon Nicol – kytara
- Dave Pegg – baskytara
- Dudu Pukwana – klavír, saxofon
- Rose Simpson – baskytara
- Liza Strike – doprovodné vokály
- Richard Thompson – kytara
- Pete Townshend – kytara
- Heather Wood – doprovodné vokály